# Unguriu
Unguriu é uma comuna romena localizada no distrito de Buzău, na região de Muntênia. A comuna possui uma área de 16.80 km² e sua população era de 2436 habitantes segundo o censo de 2007.